# The Man Who Stood Still
The Man Who Stood Still è un film muto del 1916 diretto da Frank Hall Crane e presentato da William A. Brady che aveva prodotto e diretto l'originale produzione teatrale di Broadway.

## Produzione
Il film fu prodotto dalla Paragon Films.

## Distribuzione
Il copyright del film, richiesto dalla World Film Corp., fu registrato il 10 ottobre 1916 con il numero LU9295. Distribuito dalla World Film e presentato da William A. Brady, il film uscì nelle sale cinematografiche statunitensi il 30 ottobre 1916.
Non si conoscono copie ancora esistenti della pellicola che viene considerata presumibilmente perduta.